# Naranja Mekánica Fútbol Club
Naranja Mekanica Fútbol Club es un club de futbol profesional ecuatoriano originario de la ciudad de Guayaquil. Fue fundado el 7 de marzo de 2008.  Actualmente juega en la Segunda Categoría de Ecuador.
Está afiliado a la Asociación de Fútbol del Guayas. 

## Presidentes
- 2020 - 2024: Andrei Castro García

## Datos del club
- Temporadas en Segunda Categoría: 4 (2022-presente).
- Participaciones en Copa Ecuador: 1 (2024)

## Auspiciantes
| Indumentaria  |                 |
| Período       | Proveedor       |
| 2022          | SA              |
| 2023          | MB1             |
| 2024          | Boman           |
| 2025-presente | Jefferson Sport |

| Patrocinador |                      |
| Período      | Patrocinador oficial |
| 2022         | Avilmat              |
| 2023         | Auto Álvarez Ecuador |
| 2024         | Other Level          |

## Palmarés

#### Torneos provinciales
| Competición                  | Competición | Títulos | Subcampeonatos |
| ---------------------------- | ----------- | ------- | -------------- |
| Segunda Categoría del Guayas | (1/0)       | 2023.   |                |
| Torneo AFG Sub-18            | (1/0)       | 2024.   |                |

#### Torneos amateur
| Competición    | Competición | Títulos         | Subcampeonatos |
| -------------- | ----------- | --------------- | -------------- |
| Amateur League | (2/0)       | 2019-C, 2021-A. |                |

#### Torneos formativos
| Competición                        | Competición | Títulos | Subcampeonatos |
| ---------------------------------- | ----------- | ------- | -------------- |
| Liga de Desarrollo Conmebol Sub-13 | (1/0)       | 2025.   |                |